# Bistum Bagé
Das Bistum Bagé (lateinisch Dioecesis Bagensis, portugiesisch Diocese de Bagé) ist eine in Brasilien gelegene römisch-katholische Diözese mit Sitz in Bagé im Bundesstaat Rio Grande do Sul. 

## Geschichte
Das Bistum Bagé wurde am 25. Juni 1960 durch Papst Johannes XXIII. aus Gebietsabtretungen der Bistümer Pelotas und Uruguaiana errichtet und dem Erzbistum Porto Alegre als Suffraganbistum unterstellt.

## Bischöfe von Bagé
- José Gomes, 1961–1968, dann Bischof von Chapecó
- Angelo Félix Mugnol, 1969–1982
- Laurindo Guizzardi CS, 1982–2001, dann Bischof von Foz do Iguaçu
- Gílio Felício, 2002–2018
- Cleonir Paulo Dalbosco OFMCap, seit 2018